# Jaskovo
Jaskovo (en búlgaro: Хасково) es una ciudad de Bulgaria, capital de la provincia de Haskovo.

## Historia
Según algunos restos arqueológicos, el área de Jaskovo fue poblada originalmente hace siete mil años. Hay restos tracios, griegos, romanos y bizantinos. 
En el siglo IX, durante el Primer Imperio Búlgaro, se edificó una fortaleza en Jascovo, que más tarde se transformaría en ciudad. La ciudad está localizada en una región entre los ríos Klokotnitsa, Harmanliyska y Maritsa.
En 1395 la Eski camii (Mezquita Vieja) fue una de las primeras en construirse en los Balcanes. Es interesante su minarete inclinado. 

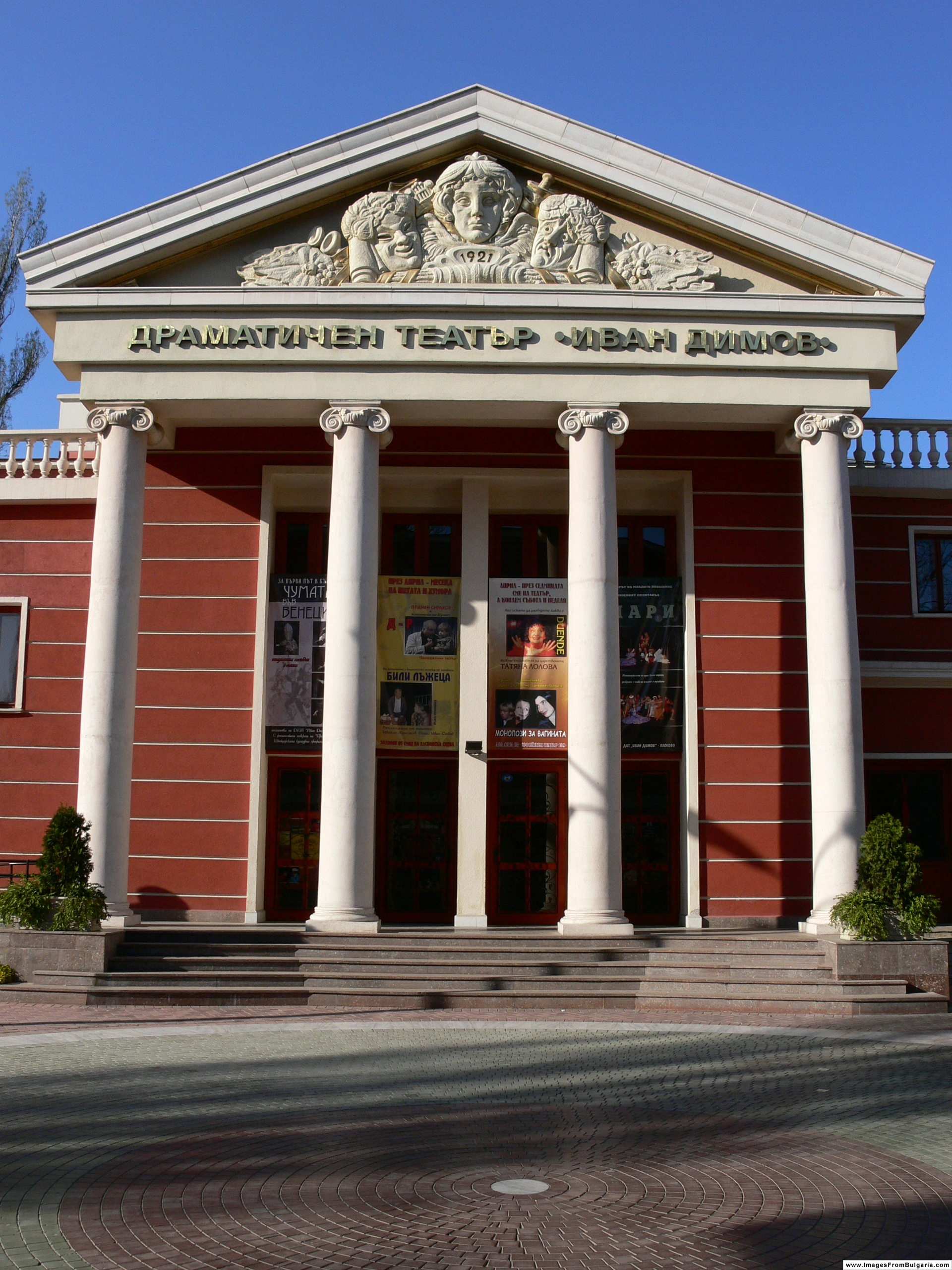
Teatro Ivan Dimov (1921)

En 1782 se conoció a la ciudad como Marsa. Muchos consideran que el nombre de Jascovo provendría del terminó árabe "has" (posesión) y el turco "köy" (pueblo) (Hasköy). Otros dicen que podría venir del término "has" que quiere decir limpio y que por eso se conoció durante muchos años a esta localidad como "la ciudad limpia" y que más tarde se añadiría el sufijo eslavo"-ovo".
A inicios del siglo XIX muchos búlgaros decidieron asentarse en Jascovo. En ese momento la zona ya era un centro comercial importante con oriente próximo y poco a poco fue adquiriendo una reputación como productora de materiales de algodón, fábricas de seda o alfombras, más tarde en 1878, fue un centro tabaquero importante con la compañía ya clausurada "BT Haskovo", y hoy día hay una importante industria alimenticia y de maquinaria.
Jaskovo celebró su 1000 aniversario en 1985, para conmemorarlo se erigió una nueva torre de reloj en el centro de la ciudad. En tiempos medievales era conocido por la famosa feria de Uzundzhovo. 
Haskovo Cove en isla Greenwich se llama así por esta localidad.

## Geografía
Se encuentra a una altitud de 203 m sobre el nivel del mar, a unos 226 km de distancia de la capital del país, Sofía.

## Demografía
Según una estimación del año 2013 contaba con una población de 75 592 habitantes.
|         | 2004   | 2005   | 2006   | 2007   | 2008   | 2009   | 2010   | 2011   | 2012   |
| Mujeres | 41 240 | 41 181 | 41 308 | 40 781 | 40 644 | 40 423 | 40 124 | 39 413 | 39 249 |
| Varones | 37 689 | 37 487 | 37 474 | 37 020 | 36 928 | 36 627 | 36 307 | 36 228 | 36 087 |
| Total   | 78 929 | 78 668 | 78 782 | 77 801 | 77 572 | 77 050 | 76 431 | 75 641 | 75336  |

## Clima
Haskovo tiene un clima húmedo subtropical. Los inviernos con una temperatura máxima de 7 °C y mínima de -1 °C, no son tan fríos como en el norte del país, gracias a las influencias del mar Egeo. Los veranos son muy cálidos con unas temperaturas por encima de los 30 °C.
| Parámetros climáticos promedio de Haskovo | Parámetros climáticos promedio de Haskovo | Parámetros climáticos promedio de Haskovo | Parámetros climáticos promedio de Haskovo | Parámetros climáticos promedio de Haskovo | Parámetros climáticos promedio de Haskovo | Parámetros climáticos promedio de Haskovo | Parámetros climáticos promedio de Haskovo | Parámetros climáticos promedio de Haskovo | Parámetros climáticos promedio de Haskovo | Parámetros climáticos promedio de Haskovo | Parámetros climáticos promedio de Haskovo | Parámetros climáticos promedio de Haskovo | Parámetros climáticos promedio de Haskovo |
| Mes                                       | Ene.                                      | Feb.                                      | Mar.                                      | Abr.                                      | May.                                      | Jun.                                      | Jul.                                      | Ago.                                      | Sep.                                      | Oct.                                      | Nov.                                      | Dic.                                      | Anual                                     |
| ----------------------------------------- | ----------------------------------------- | ----------------------------------------- | ----------------------------------------- | ----------------------------------------- | ----------------------------------------- | ----------------------------------------- | ----------------------------------------- | ----------------------------------------- | ----------------------------------------- | ----------------------------------------- | ----------------------------------------- | ----------------------------------------- | ----------------------------------------- |
| Temp. máx. media (°C)                     | 6                                         | 8                                         | 14                                        | 19                                        | 25                                        | 28                                        | 32                                        | 32                                        | 27                                        | 20                                        | 13                                        | 7                                         | 19.3                                      |
| Temp. media (°C)                          | 2                                         | 4                                         | 8                                         | 14                                        | 20                                        | 23                                        | 26                                        | 26                                        | 21                                        | 15                                        | 9                                         | 3                                         | 14.3                                      |
| Temp. mín. media (°C)                     | -1                                        | 0                                         | 3                                         | 8                                         | 13                                        | 16                                        | 19                                        | 19                                        | 14                                        | 10                                        | 5                                         | 0                                         | 8.8                                       |
| Precipitación total (mm)                  | 42                                        | 35                                        | 57                                        | 43                                        | 55                                        | 29                                        | 31                                        | 22                                        | 24                                        | 25                                        | 40                                        | 43                                        | 446                                       |
| Fuente: Stringmeteo                       |                                           |                                           |                                           |                                           |                                           |                                           |                                           |                                           |                                           |                                           |                                           |                                           |                                           |

## Cultura
Cuenta con el Teatro Dramático Ivan Dimov, recientemente restaurado, un museo histórico y una galería de arte. Se celebra cada año un festival de danza folk en el parque Kenana.

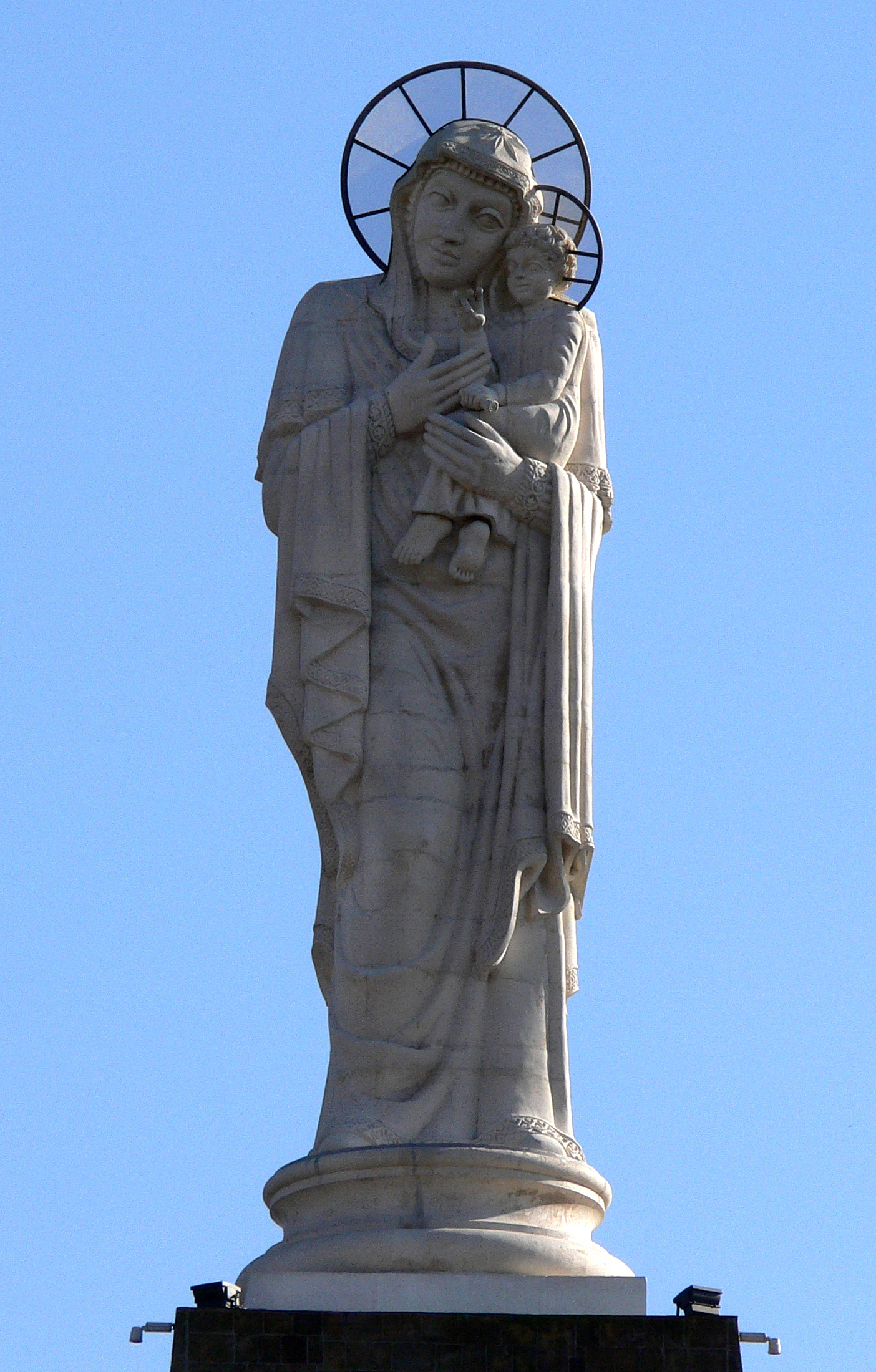
El mayor monumento del mundo a la Virgen María.

Tiene una estatua de 31 metros (14 m la imagen y 17 m la base) de la Virgen María con el niño Jesús en la "Colina de la Juventud" cerca de Haskovo. Este monumento fue inaugurado el 8 de septiembre de 2003, día en el que se celebra la Natividad de la Virgen María, y coincide con la fiesta local. Esta estatua, según el  Libro Guiness de los Récords  es la más alta del mundo.
El centro de la ciudad ha sido objeto de recientes remodelaciones. Otros puntos de interés cultural en esta localidad son la tumba de Aleksandrovo, que data del siglo IV a. C., y la iglesia de la Asunción, que originalmente fue una mezquita construida durante el imperio otomano. Byalgrad es una fortaleza medieval situada a ocho kilómetros del pueblo de Gugutka.

## Ciudades hermanadas
- Abington (Estados Unidos)
- Novara (Italia)
- Leicester (Reino Unido)
- Enguera (España)